# Joseph Charlemont
Joseph Charlemont (Lesdain, 12 aprile 1839 – Parigi, 15 settembre 1929) è stato un pugile e allenatore di pugilato francese, padre di Charles Charlemont che ne ha proseguito l'attività.

## Biografia
Nel 1878 creò un club di boxe francese a Bruxelles e scrisse lo stesso anno la sua prima opera pubblicata con il titolo Teoria e pratica della boxe francese.
Successivamente Charlemont insegnò a Cannes, nel 1899 ha scritto L'Arte della boxe francese e della scherma di canne un libro sulle tecniche per il combattimento con le canne.
I suoi testi, rivisti successivamente da Pierre Baruzy allievo del figlio Charles, hanno definito un sistema che costituisce il programma tecnico su cui si basa il savate moderno.

## Opere
- Joseph Charlemont, L'Art de la boxe française et de la canne, Librorium Editions,  p. 390, ISBN 9791220232777.
- (FR) Joseph Charlemont, La boxe française: traité théorique et pratique, Ed. Emotion primitive, 2008,  p. 127, ISBN 978-2-35422-133-1.